# Globalegrow
 (novembre 2018).
Globalegrow (en chinois : 环球易购) est une société chinoise basée à Shenzhen (Guangdong, Chine).
La société est cotée à la bourse chinoise et compte plus de 5 000 employés. Elle est propriétaire de plusieurs marques et boutiques en ligne (par exemple GearBest et Sammydress) et vend également sur les plates-formes mondiales telles que Amazon, eBay et Aliexpress.

## Histoire
Globalegrow a été fondée le 6 mai 2007 à Shenzhen en Chine. En 2014, grâce à un fonds appelé Baiyuan Pantalon (en Chinois : 百圆裤业), Globalegrow a bénéficié d'investissements qui ont conduit à la création d'une société holding (société mère), nommé Global Top (en chinois:跨境通宝电子商务股份有限公司). Global Top a une capitalisation boursière de 33,4 milliards de yuans (environ 5 milliards de dollars us). En raison de sa croissance rapide et le recrutement de plusieurs nouveaux employés, Globalegrow a emménagé dans un immeuble de bureaux plus grand à Shenzhen.
Afin d'attirer plus de clients locaux, une version française du site sur gearbest.com a été rendu disponible peu de temps après. Des sous-domaines, en différentes langues sont disponibles (espagnol, italien, russe et français).
En 2021, Globalegrow connait des difficultés financières d'autofinancement,. En septembre 2021, le site Gearbest n'est plus accessible.

## Critique
Les magasins en ligne Globalegrow sont régulièrement critiqués et aux États-Unis le Bureau de Meilleures Affaires[Quoi ?] attribue des scores très faibles pour Gearbest et SammyDress. Dans un article virale sur BuzzFeed Globalegrow est critiqué en raison de la mauvaise qualité des vêtements et de la violation du droit d'auteur. En Italie également, certains journaux ont rapporté des cas. En outre, la société a une méthode pour importer en exonération de TVA (Royaume-Uni Express), qui importe de la matière en Europe sans payer de droits de douane.